# Penia
Penia (altgriechisch Πενία Penía oder Πενίη Peníē) ist in der griechischen Mythologie die Göttin und Personifikation der Armut.
Sie musste sich sogar den Samen des Poros (Gott des Überflusses) rauben, um Eros (röm. Cupido) zu gebären, der dann von Aphrodite aufgezogen wurde:

„Als nämlich Aphrodite geboren war, hielten die Götter einen Schmaus, und mit den anderen auch Poros, der Sohn der Metis. Als sie aber gespeist hatten, da kam Penia, um sich etwas zu erbetteln, da es ja festlich herging, und stand an der Türe. Poros nun begab sich, trunken vom Nektar – denn Wein gab es damals noch nicht –, in den Garten des Zeus und schlief in schwerem Rausche ein. Da macht Penia ihrer Bedürftigkeit wegen den Anschlag, ein Kind vom Poros zu bekommen: sie legt sich also zu ihm hin und empfing den Eros.“

Sie galt als die Erfinderin der Künste und des Gewerbes. Bei Aristophanes erscheint sie als Gottheit und Schöpferin des arbeitsamen, dürftigen Mittelstandes, ebenso bei Lukian von Samosata.
Ein Kult der Penia ist nicht belegt. Nach Claudius Aelianus soll sie in Gades einen Altar besessen haben.
Herodot berichtet die Anekdote, dass Themistokles von den Bürgern von Andros Geld gefordert habe mit dem Hinweis, die Athener hätten zwei große Göttinnen, nämlich Peitho („Überredung“) und Ananke („Unausweichlichkeit“), worauf die Bürger von Andros antworteten, auch sie hätten große Göttinnen, nämlich Penia („Armut“) und Amechania („Unvermögen“).
In der römischen Mythologie entspricht Penia die Egestas („Dürftigkeit“), die Paupertas („Armut“) bzw. die Inopia („Not“).